# Mark (territorium)
Mark är en medeltida territoriell term som betyder (gräns)skog, gränsmark, exempelvis Markerna i Dalsland, landskapet Marche i Italien, markgrevskap. Ordet mark är grunden för medeltida tyska adelstiteln markgreve liksom den franska, engelska, spanska, italienska, ryska m.fl. nationers motsvarighet benämnd markis (fr. marquis, eng. marquess etc.). 